# Volvo V70 (2000)
La Volvo V70 II gen. è la seconda generazione della Volvo V70, un'autovettura di fascia alta prodotta dal 2000 al 2007 dalla casa automobilistica svedese Volvo.

## Profilo e storia

### Genesi e debutto
Alla fine degli anni Novanta, la gamma alta di Volvo era composta dalle Serie ‘70’ e ‘90’. Le prime costituivano un restyling della 850 lanciata nel 1991, mentre le seconde costituivano un restyling delle autovetture della Serie 900 lanciata nel 1990. Dopo quasi un decennio sul mercato, entrambi i modelli iniziavano dunque a sentire il peso degli anni, in particolare per quanto riguarda la Serie 900, a sua volta basata sulla Serie 700 degli anni Ottanta di cui costituiva una profonda evoluzione. I modelli S70 e V70 di prima generazione, invece, basati sulla piattaforma più moderna della 850, continuavano ad avere un buon successo sul mercato, nonostante l’età.
Nel 1998, pertanto, viene lanciata la nuova Volvo S80, come erede dei modelli della Serie 900. Essa è basata sulla nuova piattaforma P2 ed è offerta unicamente con carrozzeria a 4 porte, senza quindi la variante Station-Wagon. La strategia della casa svedese, infatti, prevedeva di realizzare nella fascia alta, due varianti di carrozzeria berlina (S60 di Segmento D e S80 di Segmento E) ma una sola variante Station-Wagon, la V70 appunto, che avrebbe dovuto porsi a cavallo tra i due segmenti, anche se per dimensioni e prezzo risultava molto più simile ad un’autovettura del Segmento E.
Nel 2000 pertanto vengono presentate la S60 e la V70, che affiancano la S80. Entrambe basate sulla piattaforma P2, condividono oltre alla struttura meccanica e ai motori, anche molti dettagli come il frontale e gli interni. Ad ogni modo, la V70, con una lunghezza di 471cm contro i 458cm della S60 si posiziona in una fascia di mercato leggermente superiore, come testimoniato anche dalla denominazione. La nuova V70 viene presentata ai mercati agli inizi del 2000, anche se la commercializzazione inizia solamente nella seconda metà dell’anno, in affiancamento alla precedente generazione.

### Design e interni
Le linee esterne sono profondamente rivoluzionate rispetto alla generazione precedente, anche se mantengono molti dei caratteri tipici delle grandi Station-Wagon Volvo come la parte posteriore con il grande vano bagagli e il portellone squadrato e non inclinato. La seconda generazione di V70 è stata disegnata dal designer britannico Peter Horbury, che ha detto che "la sfida del design ha coinvolto l'unione dello stile di un'auto sportiva nella parte anteriore con i limiti necessari di un carro posteriore" . Le proporzioni della carrozzeria appaiono infatti diverse, grazie alla larghezza aumentata di 4cm rispetto alla precedente. L’effetto è di un corpo vettura più imponente e massiccio, ma anche più filante grazie alle linee più arrotondate e meno spigolose. 

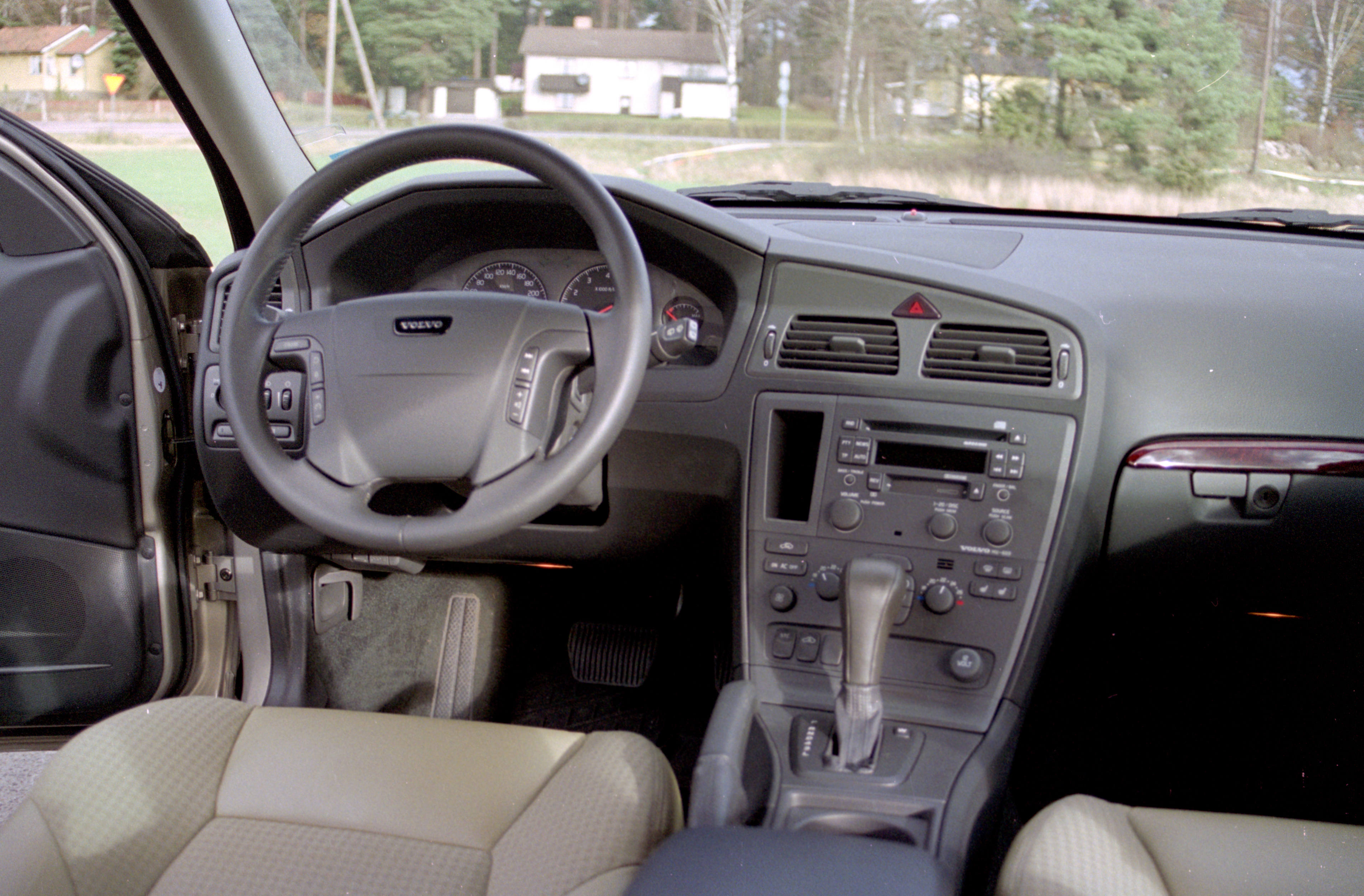
Interni della Volvo V70 II gen.

Il frontale conserva la tipica mascherina Volvo, tuttavia vengono qui introdotti i nuovi gruppi ottici arretrati a formare uno scalino sia con i paraurti sia con la mascherina. La parte laterale, conserva invece gli stilemi Volvo, con l’ampia vetratura, soprattutto nella zona posteriore. Tuttavia, grazie allo scalino alla base della linea di cintura, introdotto come stilema caratteristico proprio nelle berline di questa generazione, la fiancata appare più movimentata, soprattutto nelle viste di tre-quarti. La parte posteriore, invece, è quella che mantiene le maggiori somiglianze con il modello precedente. Il portellone, infatti, rimane perfettamente verticale, dotato di una grande apertura, e affiancati dai gruppi ottici, che sono ridisegnati e che si allargano nella parte inferiore per adattarsi alle fiancate. 
Grandi modifiche rispetto alla precedente generazione, possono essere osservate anche all’interno. La plancia è completamente ridisegnata e ora inclinata verso il guidatore, mentre il tunnel centrale appare più massiccio. Inoltre, numerosi gadget (talvolta offerti come optional a richiesta) caratterizzano l’abitacolo come il clima automatico bi-zona e il navigatore satellitare a scomparsa nella plancia. I sedili e i rivestimenti poi sono completamente rivisti rispetto alla generazione precedente, con un’offerta più ampia in termini di colori (beige, grigio sabbia, nero) e materiali (pelle, velluto, tessuti). Vengono poi proposti come accessori numerosi accessori per migliorare l’esperienza di viaggio tra questi si citano: supporti per le borse, tavolini per i sedili posteriori, cestini per i rifiuti, appendiabiti, vani portaoggetti supplementari…

### Struttura meccanica e motori
Indicata da molti come l'ultima vera Volvo, è l'ultima vettura della Casa interamente progettata senza ausili esterni, sia per quanto riguarda il telaio, sia per quanto riguarda i motori. La meccanica è infatti basata sulla nuova piattaforma modulare P2, che verrà ripresa con leggere modifiche dalla Ford come D3. L’architettura è sostanzialmente simile a quella della precedente Volvo V70, quindi con motore anteriore trasversale, trazione anteriore o integrale e cambio manuale (a 5 rapporti) o automatico a 5 velocità fornito dalla Aisin.
Tutti i motori della seconda generazione della V70 sono dei propulsori realizzati interamente in alluminio, compresi i diesel, a cinque cilindri in linea e 4 valvole per cilindro.  Le unità proposte inizialmente sono motori turbo a benzina 2.4T da 200cv e T5 da 250cv; successivamente la gamma viene ampliata con le unità a benzina meno potenti e con le unità diesel. Inoltre vengono proposte anche alimentazioni bifuel con alimentazione a benzina e GPL oppure metano.
Come di consueto per la casa di Göteborg,grande attenzione viene posta dal punto della sicurezza, con ABS, airbag frontali e laterali (SIPS), controllo di trazione (STC) e sistema per la limitazione del colpo di frusta (WHIPS) di serie per tutta la gamma.
Nel 2001 Euro NCAP ha valutato la S60 (variante berlina della V70) assegnandole 4 stelle su 5 per la protezione degli occupanti adulti. La S60 ha ottenuto 10 punti su 16 nel test frontale, 16 su 16 nel test laterale, e 2 su 2 nel test del palo. L'S70 ha ricevuto un totale di 28 su 37 punti e quindi quattro stelle (25–32) nella valutazione di Euro NCAP.

### Evoluzione

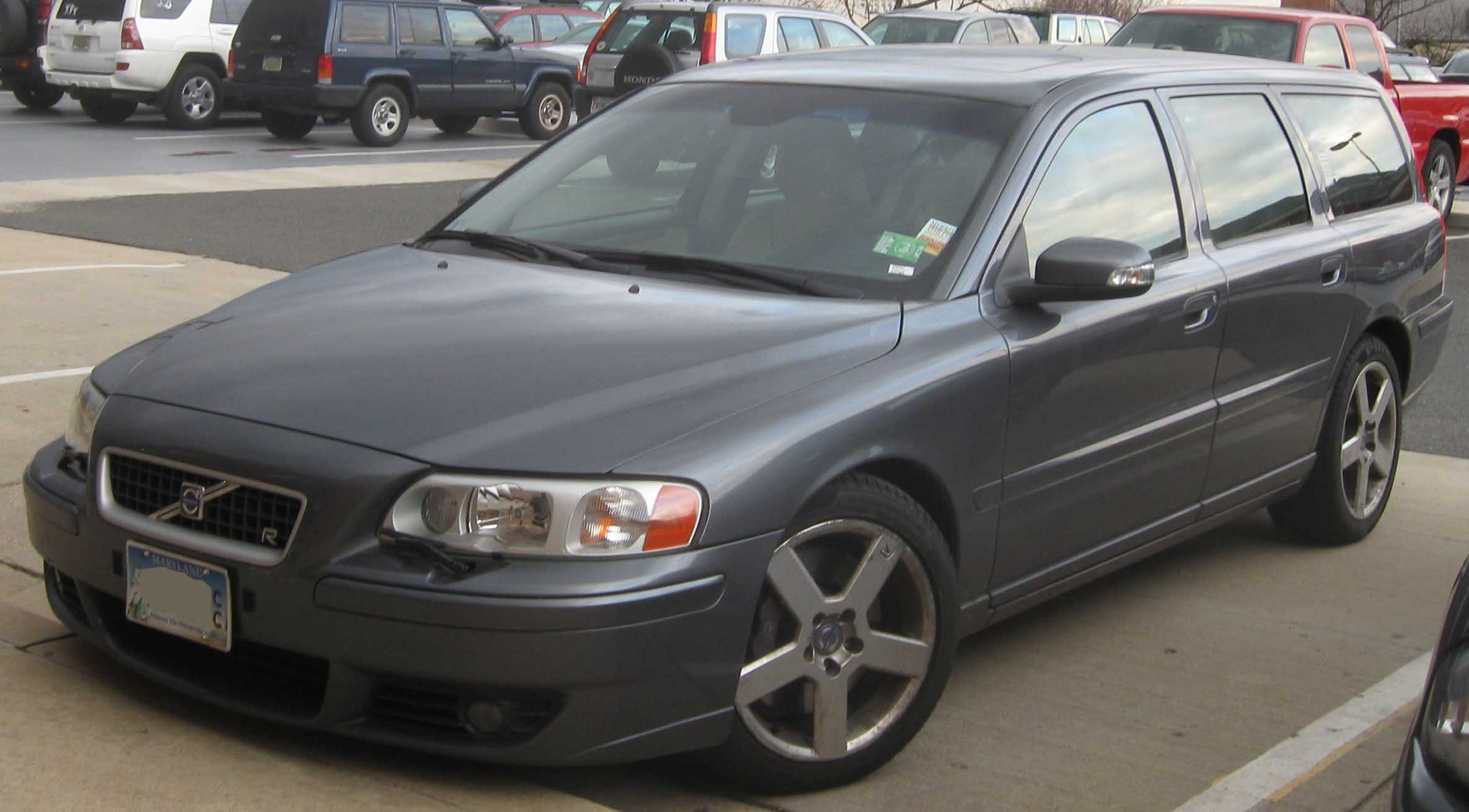
Una Volvo V70 R AWD

Durante il corso del 2000, la gamma motori viene completata con le motorizzazioni benzina aspirate da 2.4 litri da 140cv o 170cv. Inoltre, viene introdotta anche una versione a gasolio, equipaggiata con il 2.5 litri di origine Volkswagen offerto anche nella precedente generazione. 
La versione tradizionale di V70 viene inoltre affiancata fin da subito dalla variante XC70, caratterizzata da trazione integrale, altezza da terra maggiorata, paraurti specifici non verniciati e altre modifiche di dettaglio. Tale versione è disponibile con una gamma ristretta, limitata alle motorizzazioni più potenti.
Nel 2001, invece, viene presentato un nuovo motore a gasolio, denominato D5. Si tratta del primo motore Diesel sviluppato interamente da Volvo, frutto della "dieselizzazione" dei propulsori a benzina, di cui ricalca fedelmente l'architettura; caratterizzato da iniezione common-rail, è un cinque cilindri da 2,4 litri che sviluppa 163cv e 340Nm. Inoltre, nello stesso anno la variante meno potente del motore 2.4 litri a benzina, viene proposta anche nelle varianti bifuel a metano e a GPL. A differenza della generazione precedente di V70, tali opzioni sono state valutate già nelle fasi di progetto della vettura, e pertanto la disposizione dei serbatoi supplementari è stata studiata per non inficiare la capacità di carico, che rimane uguale alle versioni monofuel.
Nel 2003, invece debuttano le versioni a trazione integrale AWD, che possono essere scelte come opzione per le motorizzazioni più potenti. Nello stesso anno, inoltre, è stata introdotta la V70R AWD, versione al vertice della gamma per prestazioni: è caratterizzata da trazione integrale AWD, telaio attivo 4C con ammortizzatori attivi e personalizzazioni estetiche dedicate sia agli interni sia agli esterni. Il motore eroga 300cv e 400Nm con cambio manuale a sei marce M66, o, in opzione un cambio automatico Aisin (in questo caso la coppia massima è limitata a 350Nm).

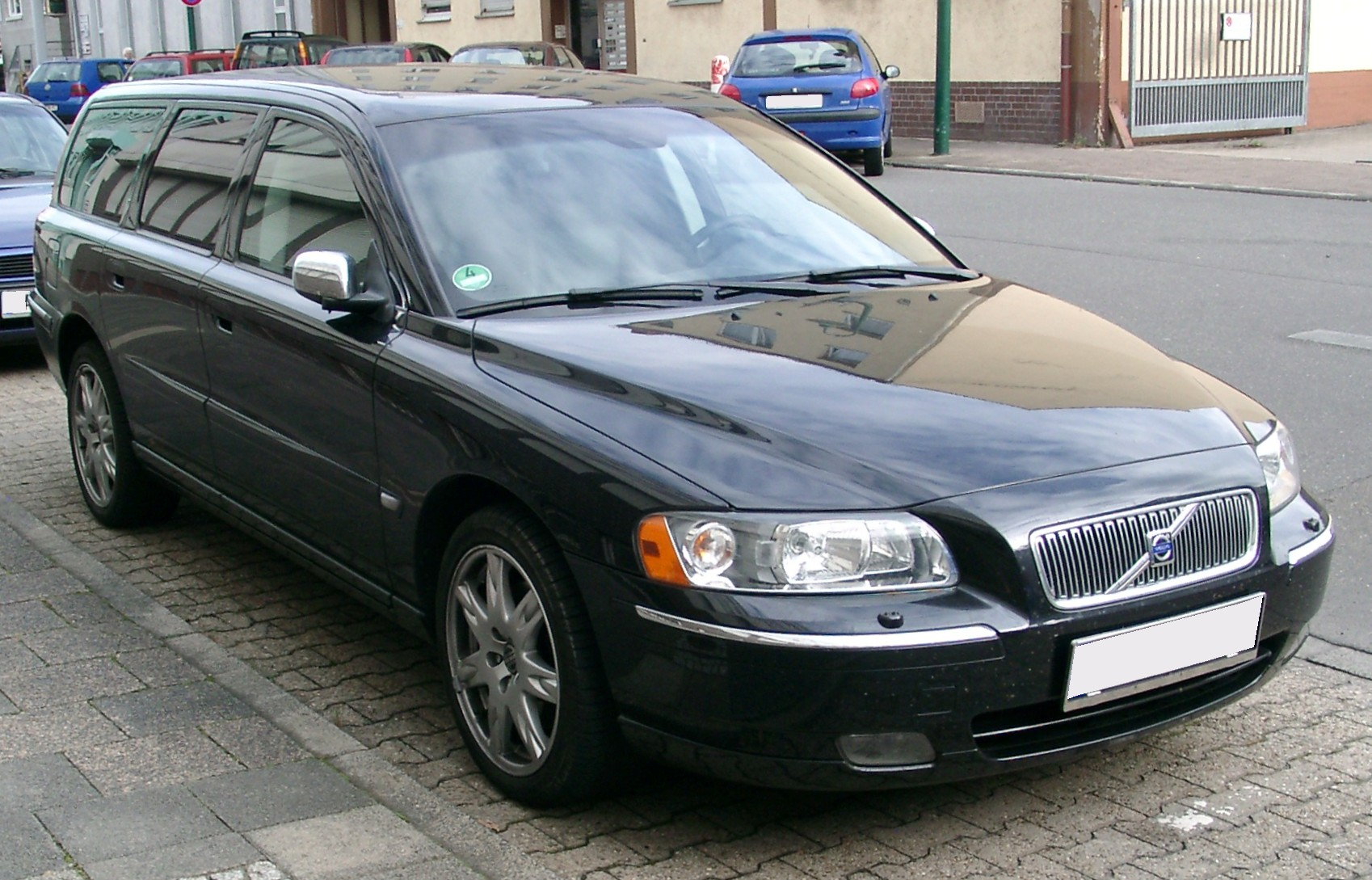
Una Volvo V70 dopo il restyling del 2004

All’inizio del 2004, dopo 4 anni di commercializzazione, la V70 viene sottoposta ad un restyling. Le modifiche sono piuttosto leggere e prevalentemente a carattere estetico. In particolare, vengono introdotti nuovi paraurti in tinta con la carrozzeria, nuovi cerchi, specchietti retrovisori dal disegno differente, gruppi ottici anteriori e posteriori modificati e alcuni dettagli interni, come sistemi più moderni per i dispositivi di infotainment. Inoltre vengono proposti nuovi livelli di equipaggiamento (Kinetic, Momentum e Summum). Con questo restyling viene anche rivisto il motore T5 che ora eroga 260cv.
Nel 2006 invece vengono proposti nuovi aggiornamenti dal punto di vista tecnico: il motore a gasolio D5 vede un incremento della potenza (185cv) e della coppia (400Nm), e viene affiancato da una variante meno potente. Inoltre viene rivisto il sistema di trazione integrale e i cambi automatici vengono sostituiti da unità a 6 rapporti, sempre fornite dalla Aisin.
Nessuna novità di rilievo, invece, per il 2007 quando viene presentata la nuova generazione di V70 che nel corso dell’anno sostituisce la precedente.

## Motorizzazioni
| Modello                                    | Disponibilità   | Tipo    | Cilindrata (cm³) | Potenza         | Coppia Massima (Nm) | 0–100 km/h (secondi) | Velocità max (Km/h) | Consumo medio (Km/l) |
| 2.0i Turbo 20V                             | 01.2000-07.2002 | benzina | 1984             | 132 KW (179 CV) | 240                 | 9,8                  | 210                 | 10,0                 |
| 2.3i Turbo 20V                             | 01.2000-04.2004 | benzina | 2319             | 184 KW (250 CV) | 330                 | 7,5                  | 240                 | 11,1                 |
| 2.4i 20V (140CV)                           | 04.2000-04.2004 | benzina | 2435             | 103 KW (140 CV) | 220                 | 10,5                 | 205                 | 11,1                 |
| 2.4i 20V Bifuel GPL                        | 07.2001-03.2005 | GPL     | 2435             | 103 KW (140 CV) | 214                 | 11,4                 | 200                 | 10,0                 |
| 2.4i 20V Bifuel Metano                     | 07.2001-05.2006 | metano  | 2435             | 103 KW (140 CV) | 192                 | 11,4                 | 200                 | 10,0                 |
| 2.4i 20V                                   | 04.2000-05.2006 | benzina | 2435             | 125 KW (170 CV) | 230                 | 9,0                  | 210                 | 11,1                 |
| 2.4i Turbo 20V                             | 04.2000-01.2003 | benzina | 2435             | 147 KW (200 CV) | 285                 | 8,3                  | 220                 | 9,1                  |
| 2.4i Turbo T5 20V                          | 04.2004-05.2006 | benzina | 2401             | 191 KW (260 CV) | 350                 | 7,2                  | 245                 | 10,0                 |
| 2.5i Turbo 20V                             | 01.2003-05.2006 | benzina | 2521             | 154 KW (209 CV) | 320                 | 7,4                  | 230                 | 11,1                 |
| 2.5i Turbo R 20V AWD                       | 04.2003-12.2006 | benzina | 2521             | 220 KW (300 CV) | 350                 | 7,7                  | 250                 | 9,1                  |
| 2.4 D 20V (130cv)                          | 10.2003-03.2005 | diesel  | 2401             | 103 KW (130 CV) | 280                 | 11,9                 | 200                 | 14,3                 |
| 2.4 D5 20V (2.4 D 20V (163CV) dal 03.2005) | 09.2000-12.2006 | diesel  | 2401             | 120 KW (163 CV) | 340                 | 9,8                  | 210                 | 14,3                 |
| 2.4 D5 20V (185CV)                         | 09.2000-12.2006 | diesel  | 2401             | 136 KW (185 CV) | 400                 | 9,0                  | 225                 | 12,5                 |
| 2.5 D                                      | 01.2000-03.2001 | diesel  | 2460             | 103 KW (140 CV) | 290                 | 10,7                 | 200                 | 14,3                 |